# Seznam československých mistrů světa
Seznam československých mistrů světa – vítězů mistrovství světa, kteří reprezentovali Československo v letech 1918 až 1992. Do roku 1918 reprezentovali Čechy např. sportovní gymnasté.
Dvacet medailí na mistrovství světa nasbírali cyklisté a bratři Jindřich a Jan Pospíšilovi v kolové v letech 1965–1988.
Ze sportů nasbírali českoslovenští závodníci velké množství zlatých medailí v kanoistice (zejména vodní slalomáři), dále cyklisté a sportovní gymnasté. Z kolektivních sportů pak nejvíce lední hokejisté, neboť československá mužstva vyhrála MS v letech 1947–1985 celkem šestkrát.

## Jednotlivci
| Mistrovství | Místo                     | Jméno              | Sport             | Disciplína            | Kategorie / Pozice                    |
| ----------- | ------------------------- | ------------------ | ----------------- | --------------------- | ------------------------------------- |
| 1983        | Helsinky                  | Imrich Bugár       | atletika          | hod diskem            |                                       |
| 1985        | Paříž                     | Jan Leitner        | atletika (hala)   | skok daleký           |                                       |
| 1985        | Paříž                     | Remigius Machura   | atletika (hala)   | vrh koulí             |                                       |
| 1983        | Birmingham                | Radomír Šimůnek    | cyklistika        | cyklokros             | amatéři                               |
| 1984        | Oss                       | Radomír Šimůnek    | cyklistika        | cyklokros             | amatéři                               |
| 1991        | Gieten                    | Radomír Šimůnek    | cyklistika        | cyklokros             | elite                                 |
| 1981        | Toulouse                  | Miloš Fišera       | cyklistika        | cyklokros             | amatéři                               |
| 1982        | Lanarvily                 | Miloš Fišera       | cyklistika        | cyklokros             | amatéři                               |
| 1988        | Hägendorf                 | Karel Camrda       | cyklistika        | cyklokros             | amatéři                               |
| 1974        | Montréal                  | Anton Tkáč         | cyklistika        | dráhová cyklistika    | sprint                                |
| 1978        | Mnichov                   | Anton Tkáč         | cyklistika        | dráhová cyklistika    | sprint                                |
| 1985        | Amsterdam                 | Igor Sláma         | cyklistika        | dráhová cyklistika    | bodovací závod                        |
| 1985        | Bassano del Grappa        | Martin Penc        | cyklistika        | dráhová cyklistika    | bodovací závod                        |
| 1986        | Colorado Springs          | Svatopluk Buchta   | cyklistika        | dráhová cyklistika    | stíhací závod družstev na 4 kilometry |
| 1950        | Kodaň                     | Josef Holeček      | kanoistika        | rychlostní kanoistika | C1 1000 m                             |
| 1954        | Mâcon                     | Jiří Vokněr        | kanoistika        | rychlostní kanoistika | C1 10 km                              |
| 1983        | Tampere                   | Jiří Vrdlovec      | kanoistika        | rychlostní kanoistika | C1 10 km                              |
| 1985        | Mechelen                  | Jiří Vrdlovec      | kanoistika        | rychlostní kanoistika | C1 10 km                              |
| 1955        | Lublaň                    | Vladimír Jirásek   | kanoistika        | vodní slalom          | C1                                    |
| 1959        | Ženeva                    | Vladimír Jirásek   | kanoistika        | vodní slalom          | C1                                    |
| 1975        | Skopje                    | Petr Sodomka       | kanoistika        | vodní slalom          | C1                                    |
| 1977        | Spittal an der Drau       | Petr Sodomka       | kanoistika        | vodní slalom          | C1                                    |
| 1925        | Janské Lázně              | Otakar Německý     | klasické lyžování | severská kombinace    |                                       |
| 1925        | Janské Lázně              | Otakar Německý     | klasické lyžování | běh na 18 km          |                                       |
| 1925        | Janské Lázně              | František Donth    | klasické lyžování | běh na 50 km          |                                       |
| 1925        | Janské Lázně              | Wilhelm Dick       | klasické lyžování | skoky na lyžích       | velký můstek                          |
| 1927        | Cortina d'Ampezzo         | Rudolf Burkert     | klasické lyžování | severská kombinace    |                                       |
| 1970        | Vysoké Tatry              | Ladislav Rygl      | klasické lyžování | severská kombinace    |                                       |
| 1987        | Oberstdorf                | Jiří Parma         | klasické lyžování | skoky na lyžích       | střední můstek                        |
| 1991        | Mariánské Lázně           | Petr Kozák         | orientační běh    |                       | krátká trať                           |
| 1986        | Ankara                    | Josef Pavlata      | parašutismus      | absolutní hodnocení   |                                       |
| 1992        | Trieben                   | Josef Pavlata      | parašutismus      | absolutní hodnocení   |                                       |
| 1992        |                           | Jindřich Vedmoch   | parašutismus      | přesnost přistání     |                                       |
| 1975        | Bad Mitterndorf           | Karel Kodejška     | skoky na lyžích   |                       | jednotlivci                           |
| 1922        | Lublaň                    | Miroslav Karásek   | gymnastika        | sportovní gymnastika  | kruhy                                 |
| 1922        | Lublaň                    | Josef Malý         | gymnastika        | sportovní gymnastika  | kruhy                                 |
| 1922        | Lublaň                    | Miroslav Klinger   | gymnastika        | sportovní gymnastika  | kůň našíř                             |
| 1922        | Lublaň                    | František Pecháček | gymnastika        | sportovní gymnastika  | víceboj                               |
| 1926        | Lyon                      | Ladislav Vácha     | gymnastika        | sportovní gymnastika  | bradla                                |
| 1926        | Lyon                      | Jan Karafiát       | gymnastika        | sportovní gymnastika  | kůň našíř                             |
| 1930        | Lucemburk                 | Emanuel Löffler    | gymnastika        | sportovní gymnastika  | kruhy                                 |
| 1934        | Budapešť                  | Alois Hudec        | gymnastika        | sportovní gymnastika  | kruhy                                 |
| 1938        | Praha                     | Alois Hudec        | gymnastika        | sportovní gymnastika  | kruhy                                 |
| 1938        | Praha                     | Jan Gajdoš         | gymnastika        | sportovní gymnastika  | prostná                               |
| 1938        | Praha                     | Jan Gajdoš         | gymnastika        | sportovní gymnastika  | víceboj                               |
| 1954        | Řím                       | Leo Sotorník       | gymnastika        | sportovní gymnastika  | přeskok                               |
| 1962        | Praha                     | Přemysl Krbec      | gymnastika        | sportovní gymnastika  | přeskok                               |
| 1982        | Karlovy Vary              | Karel Světelský    | sportovní rybolov | rybolovná technika    | pětiboj                               |
| 1974        | Thun                      | Karel Bulan        | sportovní střelba | LM 60 vleže           |                                       |
| 1986        |                           | Petr Kůrka         | sportovní střelba | malorážka 50 m        | 3x40                                  |
| 1990        |                           | Petr Kůrka         | sportovní střelba | malorážka 50 m        | 3x40 (tým)                            |
| 1985        | mistry vyhlašuje federace | Ivan Lendl         | tenis             | dvouhra               | muži                                  |
| 1986        | mistry vyhlašuje federace | Ivan Lendl         | tenis             | dvouhra               | muži                                  |
| 1987        | mistry vyhlašuje federace | Ivan Lendl         | tenis             | dvouhra               | muži                                  |
| 1990        | mistry vyhlašuje federace | Ivan Lendl         | tenis             | dvouhra               | muži                                  |
| 1923        | Vídeň                     | Jaroslav Skobla    | vzpírání          | lehkotěžká váha       | do 82,5 kg                            |
| 1964        | Tokio                     | Hans Zdražila      | vzpírání          | střední váha          | do 75 kg                              |
| 1980        | Moskva                    | Ota Zaremba        | vzpírání          | první těžká váha      | do 100 kg                             |
| 1974        | Katovice                  | Vítězslav Mácha    | zápas             | řecko-římský          | do 74 kg                              |
| 1977        | Göteborg                  | Vítězslav Mácha    | zápas             | řecko-římský          | do 74 kg                              |

## Družstva a štafety
| Mistrovství | Místo               | Jméno                                                                     | Sport             | Disciplína            | Kategorie / Pozice |
| ----------- | ------------------- | ------------------------------------------------------------------------- | ----------------- | --------------------- | ------------------ |
| 1973        | San Sebastián       | Vladimír Vačkář, M. Vymazal                                               | cyklistika        | dráhová cyklistika    | tandem             |
| 1973        | San Sebastián       | Miroslav Vymazal, V. Vačkář                                               | cyklistika        | dráhová cyklistika    | tandem             |
| 1974        | Montréal            | Vladimír Vačkář, M. Vymazal                                               | cyklistika        | dráhová cyklistika    | tandem             |
| 1974        | Montréal            | Miroslav Vymazal, V. Vačkář                                               | cyklistika        | dráhová cyklistika    | tandem             |
| 1977        | San Cristóbal       | Vladimír Vačkář, M. Vymazal                                               | cyklistika        | dráhová cyklistika    | tandem             |
| 1977        | San Cristóbal       | Miroslav Vymazal, V. Vačkář                                               | cyklistika        | dráhová cyklistika    | tandem             |
| 1978        | Mnichov             | Vladimír Vačkář, M. Vymazal                                               | cyklistika        | dráhová cyklistika    | tandem             |
| 1978        | Mnichov             | Miroslav Vymazal, V. Vačkář                                               | cyklistika        | dráhová cyklistika    | tandem             |
| 1980        | Besançon            | Ivan Kučírek, P. Martínek                                                 | cyklistika        | dráhová cyklistika    | tandem             |
| 1980        | Besançon            | Pavel Martínek, I. Kučírek                                                | cyklistika        | dráhová cyklistika    | tandem             |
| 1981        | Brno                | Ivan Kučírek, P. Martínek                                                 | cyklistika        | dráhová cyklistika    | tandem             |
| 1981        | Brno                | Pavel Martínek, I. Kučírek                                                | cyklistika        | dráhová cyklistika    | tandem             |
| 1982        | Leicester           | Ivan Kučírek, P. Martínek                                                 | cyklistika        | dráhová cyklistika    | tandem             |
| 1982        | Leicester           | Pavel Martínek, I. Kučírek                                                | cyklistika        | dráhová cyklistika    | tandem             |
| 1985        | Bassano del Grappa  | Vítězslav Vobořil, R. Řehounek                                            | cyklistika        | dráhová cyklistika    | tandem             |
| 1985        | Bassano del Grappa  | Roman Řehounek, V. Vobořil                                                | cyklistika        | dráhová cyklistika    | tandem             |
| 1948        | Praha               | František Sedláček, B. Daneš                                              | cyklistika        | sálová cyklistika     | kolová             |
| 1948        | Praha               | Bohumil Daneš, F. Sedláček                                                | cyklistika        | sálová cyklistika     | kolová             |
| 1965–1988   | 20x                 | Jindřich Pospíšil, J. Pospíšil                                            | cyklistika        | sálová cyklistika     | kolová             |
| 1965–1988   | 20x                 | Jan Pospíšil, J. Pospíšil                                                 | cyklistika        | sálová cyklistika     | kolová             |
| 1989        | Heerlen             | Miroslav Kratochvíl, M. Berger                                            | cyklistika        | sálová cyklistika     | kolová             |
| 1989        | Heerlen             | Miroslav Berger, M. Kratochvíl                                            | cyklistika        | sálová cyklistika     | kolová             |
| 1938        | Vaxholm             | Bohuslav Karlík, J. Brzák                                                 | kanoistika        | rychlostní kanoistika | C2 10 km           |
| 1938        | Vaxholm             | Jan Brzák, B. Karlík                                                      | kanoistika        | rychlostní kanoistika | C2 10 km           |
| 1950        | Kodaň               | Jan Brzák, B. Kudrna                                                      | kanoistika        | rychlostní kanoistika | C2 1000 m          |
| 1950        | Kodaň               | Bohumil Kudrna, J. Brzák                                                  | kanoistika        | rychlostní kanoistika | C2 1000 m          |
| 1950        | Kodaň               | Jan Brzák, B. Kudrna                                                      | kanoistika        | rychlostní kanoistika | C2 10 km           |
| 1950        | Kodaň               | Bohumil Kudrna, J. Brzák                                                  | kanoistika        | rychlostní kanoistika | C2 10 km           |
| 1951        | Steyr               | Václav Nič, J. Váňa, J. Pecka                                             | kanoistika        | vodní slalom          | C1 hlídky          |
| 1951        | Steyr               | Jaroslav Váňa, V. Nič, J. Pecka                                           | kanoistika        | vodní slalom          | C1 hlídky          |
| 1951        | Steyr               | Jan Pecka, V. Nič, J. Váňa                                                | kanoistika        | vodní slalom          | C1 hlídky          |
| 1953        | Merano              | Vladimír Jirásek, J. Šulc, S. Jánský                                      | kanoistika        | vodní slalom          | C1 hlídky          |
| 1953        | Merano              | Jan Šulc, V. Jirásek, S. Jánský                                           | kanoistika        | vodní slalom          | C1 hlídky          |
| 1953        | Merano              | Stanislav Jánský, V. Jirásek, J. Šulc                                     | kanoistika        | vodní slalom          | C1 hlídky          |
| 1955        | Lublaň              | Vladimír Jirásek, J. Hradil, L. Beneš                                     | kanoistika        | vodní slalom          | C1 hlídky          |
| 1955        | Lublaň              | Jiří Hradil, V. Jirásek, L. Beneš                                         | kanoistika        | vodní slalom          | C1 hlídky          |
| 1955        | Lublaň              | Luděk Beneš, V. Jirásek, J. Hradil                                        | kanoistika        | vodní slalom          | C1 hlídky          |
| 1955        | Lublaň              | František Hrabě, J. Kotana, V. Lánský, J. Hendrych, R. Flégr, M. Řehoř    | kanoistika        | vodní slalom          | C2 hlídky          |
| 1955        | Lublaň              | Jiří Kotana, F. Hrabě, V. Lánský, J. Hendrych, R. Flégr, M. Řehoř         | kanoistika        | vodní slalom          | C2 hlídky          |
| 1955        | Lublaň              | Vladimír Lánský, F. Hrabě, J. Kotana, J. Hendrych, R. Flégr, M. Řehoř     | kanoistika        | vodní slalom          | C2 hlídky          |
| 1955        | Lublaň              | Josef Hendrych, F. Hrabě, J. Kotana, V. Lánský, R. Flégr, M. Řehoř        | kanoistika        | vodní slalom          | C2 hlídky          |
| 1955        | Lublaň              | Rudolf Flégr, F. Hrabě, J. Kotana, V. Lánský, J. Hendrych, M. Řehoř       | kanoistika        | vodní slalom          | C2 hlídky          |
| 1955        | Lublaň              | Milan Řehoř, F. Hrabě, J. Kotana, V. Lánský, J. Hendrych, R. Flégr        | kanoistika        | vodní slalom          | C2 hlídky          |
| 1957        | Augsburg            | Rudolf Flégr, M. Řehoř, V. Havel, J. Hendrych, F. Hrabě, J. Kotana        | kanoistika        | vodní slalom          | C2 hlídky          |
| 1957        | Augsburg            | Milan Řehoř, R. Flégr, V. Havel, J. Hendrych, F. Hrabě, J. Kotana         | kanoistika        | vodní slalom          | C2 hlídky          |
| 1957        | Augsburg            | Václav Havel, R. Flégr, M. Řehoř, J. Hendrych, F. Hrabě, J. Kotana        | kanoistika        | vodní slalom          | C2 hlídky          |
| 1957        | Augsburg            | Josef Hendrych, R. Flégr, M. Řehoř, V. Havel, F. Hrabě, J. Kotana         | kanoistika        | vodní slalom          | C2 hlídky          |
| 1957        | Augsburg            | František Hrabě, R. Flégr, M. Řehoř, V. Havel, J. Hendrych, J. Kotana     | kanoistika        | vodní slalom          | C2 hlídky          |
| 1957        | Augsburg            | Jiří Kotana, R. Flégr, M. Řehoř, V. Havel, J. Hendrych, F. Hrabě          | kanoistika        | vodní slalom          | C2 hlídky          |
| 1959        | Ženeva              | Luděk Beneš, V. Janovský, V. Jirásek                                      | kanoistika        | vodní slalom          | C1 hlídky          |
| 1959        | Ženeva              | Václav Janovský, L. Beneš, V. Jirásek                                     | kanoistika        | vodní slalom          | C1 hlídky          |
| 1959        | Ženeva              | Vladimír Jirásek, L. Beneš, V. Janovský                                   | kanoistika        | vodní slalom          | C1 hlídky          |
| 1961        | Hainsberg           | Tibor Sýkora, J. Pollert, B. Pospíchal                                    | kanoistika        | vodní slalom          | C1 hlídky          |
| 1961        | Hainsberg           | Jaroslav Pollert, T. Sýkora, B. Pospíchal                                 | kanoistika        | vodní slalom          | C1 hlídky          |
| 1961        | Hainsberg           | Bohuslav Pospíchal, T. Sýkora, J. Pollert                                 | kanoistika        | vodní slalom          | C1 hlídky          |
| 1965        | Spittal an der Drau | Jiří Vočka, L. Beneš, B. Pospíchal                                        | kanoistika        | vodní slalom          | C1 hlídky          |
| 1965        | Spittal an der Drau | Luděk Beneš, J. Vočka, B. Pospíchal                                       | kanoistika        | vodní slalom          | C1 hlídky          |
| 1965        | Spittal an der Drau | Bohuslav Pospíchal, J. Vočka, L. Beneš                                    | kanoistika        | vodní slalom          | C1 hlídky          |
| 1965        | Spittal an der Drau | Ladislav Měšťan, Z. Měšťan, E. Pollert, J. Pollert, J. Brejcha, M. Kalas  | kanoistika        | vodní slalom          | C2 hlídky          |
| 1965        | Spittal an der Drau | Zdeněk Měšťan, L. Měšťan, E. Pollert, J. Pollert, J. Brejcha, M. Kalas    | kanoistika        | vodní slalom          | C2 hlídky          |
| 1965        | Spittal an der Drau | Emil Pollert, L. Měšťan, Z. Měšťan, J. Pollert, J. Brejcha, M. Kalas      | kanoistika        | vodní slalom          | C2 hlídky          |
| 1965        | Spittal an der Drau | Jaroslav Pollert, L. Měšťan, Z. Měšťan, E. Pollert, J. Brejcha, M. Kalas  | kanoistika        | vodní slalom          | C2 hlídky          |
| 1965        | Spittal an der Drau | Jaroslav Brejcha, L. Měšťan, Z. Měšťan, E. Pollert, J. Pollert, M. Kalas  | kanoistika        | vodní slalom          | C2 hlídky          |
| 1965        | Spittal an der Drau | Milan Kalas, L. Měšťan, Z. Měšťan, E. Pollert, J. Pollert, J. Brejcha     | kanoistika        | vodní slalom          | C2 hlídky          |
| 1967        | Lipno nad Vltavou   | Karel Kumpfmüller, B. Pospíchal, P. Sodomka                               | kanoistika        | vodní slalom          | C1 hlídky          |
| 1967        | Lipno nad Vltavou   | Bohuslav Pospíchal, K. Kumpfmüller, P. Sodomka                            | kanoistika        | vodní slalom          | C1 hlídky          |
| 1967        | Lipno nad Vltavou   | Petr Sodomka, K. Kumpfmüller, B. Pospíchal                                | kanoistika        | vodní slalom          | C1 hlídky          |
| 1967        | Lipno nad Vltavou   | Miroslav Stach, Z. Valenta                                                | kanoistika        | vodní slalom          | C2                 |
| 1967        | Lipno nad Vltavou   | Zdeněk Valenta, M. Stach                                                  | kanoistika        | vodní slalom          | C2                 |
| 1973        | Muotathal           | Jaroslav Radil, K. Třešňák, P. Sodomka                                    | kanoistika        | vodní slalom          | C1 hlídky          |
| 1973        | Muotathal           | Karel Třešňák, J. Radil, P. Sodomka                                       | kanoistika        | vodní slalom          | C1 hlídky          |
| 1973        | Muotathal           | Petr Sodomka, J. Radil, K. Třešňák                                        | kanoistika        | vodní slalom          | C1 hlídky          |
| 1973        | Muotathal           | Jiří Krejza, J. Pollert                                                   | kanoistika        | vodní slalom          | C2                 |
| 1973        | Muotathal           | Jaroslav Pollert, J. Krejza                                               | kanoistika        | vodní slalom          | C2                 |
| 1975        | Skopje              | Petr Sodomka, J. Radil, K. Třešňák                                        | kanoistika        | vodní slalom          | C1 hlídky          |
| 1975        | Skopje              | Jaroslav Radil, P. Sodomka, K. Třešňák                                    | kanoistika        | vodní slalom          | C1 hlídky          |
| 1975        | Skopje              | Karel Třešňák, P. Sodomka, J. Radil                                       | kanoistika        | vodní slalom          | C1 hlídky          |
| 1977        | Spittal an der Drau | Jiří Benhák, L. Benhák, R. Halfar, S. Kmošťák, M. Nedvěd, P. Schwarc      | kanoistika        | vodní slalom          | C2 hlídky          |
| 1977        | Spittal an der Drau | Ladislav Benhák, J. Benhák, R. Halfar, S. Kmošťák, M. Nedvěd, P. Schwarc  | kanoistika        | vodní slalom          | C2 hlídky          |
| 1977        | Spittal an der Drau | Radomír Halfar, J. Benhák, L. Benhák, S. Kmošťák, M. Nedvěd, P. Schwarc   | kanoistika        | vodní slalom          | C2 hlídky          |
| 1977        | Spittal an der Drau | Svetomír Kmošťák, J. Benhák, L. Benhák, R. Halfar, M. Nedvěd, P. Schwarc  | kanoistika        | vodní slalom          | C2 hlídky          |
| 1977        | Spittal an der Drau | Miroslav Nedvěd, J. Benhák, L. Benhák, R. Halfar, S. Kmošťák, P. Schwarc  | kanoistika        | vodní slalom          | C2 hlídky          |
| 1977        | Spittal an der Drau | Pavel Schwarc, J. Benhák, L. Benhák, R. Halfar, S. Kmošťák, M. Nedvěd     | kanoistika        | vodní slalom          | C2 hlídky          |
| 1983        | Merano              | Miroslav Hajdučík, M. Kučera, D. Zaťko, Ľ. Tkáč, F. Slavík, J. Decastelo  | kanoistika        | vodní slalom          | C2 hlídky          |
| 1983        | Merano              | Milan Kučera, M. Hajdučík, D. Zaťko, Ľ. Tkáč, F. Slavík, J. Decastelo     | kanoistika        | vodní slalom          | C2 hlídky          |
| 1983        | Merano              | Dušan Zaťko, M. Hajdučík, M. Kučera, Ľ. Tkáč, F. Slavík, J. Decastelo     | kanoistika        | vodní slalom          | C2 hlídky          |
| 1983        | Merano              | Ľudovít Tkáč, M. Hajdučík, M. Kučera, D. Zaťko, F. Slavík, J. Decastelo   | kanoistika        | vodní slalom          | C2 hlídky          |
| 1983        | Merano              | František Slavík, M. Hajdučík, M. Kučera, D. Zaťko, Ľ. Tkáč, J. Decastelo | kanoistika        | vodní slalom          | C2 hlídky          |
| 1983        | Merano              | Jiří Decastelo, M. Hajdučík, M. Kučera, D. Zaťko, Ľ. Tkáč, F. Slavík      | kanoistika        | vodní slalom          | C2 hlídky          |
| 1985        | Augsburg            | Jiří Rohan, M. Šimek, M. Hajdučík, M. Kučera, V. Beneš, O. Mohout         | kanoistika        | vodní slalom          | C2 hlídky          |
| 1985        | Augsburg            | Miroslav Šimek, J. Rohan, M. Hajdučík, M. Kučera, V. Beneš, O. Mohout     | kanoistika        | vodní slalom          | C2 hlídky          |
| 1985        | Augsburg            | Miroslav Hajdučík, J. Rohan, M. Šimek, M. Kučera, V. Beneš, O. Mohout     | kanoistika        | vodní slalom          | C2 hlídky          |
| 1985        | Augsburg            | Milan Kučera, J. Rohan, M. Šimek, M. Hajdučík, V. Beneš, O. Mohout        | kanoistika        | vodní slalom          | C2 hlídky          |
| 1985        | Augsburg            | Viktor Beneš, J. Rohan, M. Šimek, M. Hajdučík, M. Kučera, O. Mohout       | kanoistika        | vodní slalom          | C2 hlídky          |
| 1985        | Augsburg            | Ondřej Mohout, J. Rohan, M. Šimek, M. Hajdučík, M. Kučera, V. Beneš       | kanoistika        | vodní slalom          | C2 hlídky          |
| 1922        | Lublaň              |                                                                           | gymnastika        | sportovní gymnastika  | družstva           |
| 1926        | Lyon                |                                                                           | gymnastika        | sportovní gymnastika  | družstva           |
| 1930        | Lucemburk           |                                                                           | gymnastika        | sportovní gymnastika  | družstva           |
| 1938        | Praha               |                                                                           | gymnastika        | sportovní gymnastika  | družstva           |
| 1986        | Madrid              | Martin Musil,                                                             | sportovní rybolov | rybolovná technika    | družstva           |
| 1988        | Varna               | Martin Musil,                                                             | sportovní rybolov | rybolovná technika    | družstva           |
| 1992        | Plzeň               | Martin Musil,                                                             | sportovní rybolov | rybolovná technika    | družstva           |

## Smíšené dvojice a družstva
| Mistrovství | Místo               | Jméno                              | Sport         | Disciplína        | Kategorie / Pozice |
| ----------- | ------------------- | ---------------------------------- | ------------- | ----------------- | ------------------ |
| 1955        | Lublaň              | Jiří Pecka, Dana Martanová         | kanoistika    | vodní slalom      | C2 smíšené dvojice |
| 1961        | Hainsberg           | Karel Novák, Vratislava Nováková   | kanoistika    | vodní slalom      | C2 smíšené dvojice |
| 1965        | Spittal an der Drau | Václav Janoušek, Lidmila Sirotková | kanoistika    | vodní slalom      | C2 smíšené dvojice |
| 1967        | Lipno nad Vltavou   | Milan Svoboda, Jaroslava Krčálová  | kanoistika    | vodní slalom      | C2 smíšené dvojice |
| 1969        | Bourg-Saint-Maurice | Milan Svoboda, Jitka Traplová      | kanoistika    | vodní slalom      | C2 smíšené dvojice |
| 1971        | Merano              | Jiří Koudela, Hana Koudelová       | kanoistika    | vodní slalom      | C2 smíšené dvojice |
| 1962        | Praha               | Pavel Roman, Eva Romanová          | krasobruslení | taneční páry      |                    |
| 1963        | Cortina d'Ampezzo   | Pavel Roman, Eva Romanová          | krasobruslení | taneční páry      |                    |
| 1964        | Dortmund            | Pavel Roman, Eva Romanová          | krasobruslení | taneční páry      |                    |
| 1965        | Colorado Springs    | Pavel Roman, Eva Romanová          | krasobruslení | taneční páry      |                    |
| 1995        | Birmingham          | René Novotný, Radka Kovaříková     | krasobruslení | sportovní dvojice |                    |

## Kolektivy
| Mistrovství | Místo     | Jméno                 | Sport       | Disciplína | Kategorie / Pozice |
| ----------- | --------- | --------------------- | ----------- | ---------- | ------------------ |
| 1967        | Västerås  | František Arnošt      | házená      |            |                    |
| 1967        | Västerås  | Jaroslav Škarvan      | házená      |            | brankář            |
| 1967        | Västerås  | Ladislav Beneš        | házená      |            |                    |
| 1967        | Västerås  | František Brůna       | házená      |            | spojka             |
| 1967        | Västerås  | Bedřich Ciner         | házená      |            | pravá spojka       |
| 1967        | Västerås  | Václav Duda           | házená      |            |                    |
| 1967        | Västerås  | Rudolf Havlík         | házená      |            | spojka             |
| 1967        | Västerås  | Jaroslav Rážek        | házená      |            |                    |
| 1967        | Västerås  | Bedřich König         | házená      |            | trenér             |
| 1947        | Praha     | Vladimír Bouzek       | lední hokej |            | útočník            |
| 1949        | Stockholm | Vladimír Bouzek       | lední hokej |            | útočník            |
| 1972        | Praha     | Jaroslav Holík        | lední hokej |            | útočník            |
| 1972        | Praha     | Ivan Hlinka           | lední hokej |            | útočník            |
| 1972        | Praha     | Jiří Holík            | lední hokej |            | útočník            |
| 1976        | Katovice  | Ivan Hlinka           | lední hokej |            | útočník            |
| 1976        | Katovice  | Jiří Holík            | lední hokej |            | útočník            |
| 1977        | Vídeň     | Ivan Hlinka           | lední hokej |            | útočník            |
| 1977        | Vídeň     | Jiří Holík            | lední hokej |            | útočník            |
| 1985        | Praha     | Jaroslav Benák        | lední hokej |            | obránce            |
| 1956        | Paříž     | Karel Brož            | volejbal    |            |                    |
| 1956        | Paříž     | Karel Láznička        | volejbal    |            |                    |
| 1956        | Paříž     | Zdeněk Malý           | volejbal    |            |                    |
| 1956        | Paříž     | Jaromír Paldus        | volejbal    |            |                    |
| 1956        | Paříž     | Milan Purnoch         | volejbal    |            |                    |
| 1956        | Paříž     | František Schwarzkopf | volejbal    |            |                    |
| 1956        | Paříž     | Ladislav Synovec      | volejbal    |            |                    |
| 1956        | Paříž     | Karel Paulus          | volejbal    |            |                    |
| 1956        | Paříž     | Josef Tesař           | volejbal    |            |                    |
| 1956        | Paříž     | Josef Musil           | volejbal    |            |                    |
| 1956        | Paříž     | Josef Brož            | volejbal    |            |                    |
| 1966        | Praha     | Václav Šmídl          | volejbal    |            |                    |
| 1966        | Praha     | Bohumil Golián        | volejbal    |            |                    |
| 1966        | Praha     | Petr Kop              | volejbal    |            |                    |
| 1966        | Praha     | Boris Perušič         | volejbal    |            |                    |
| 1966        | Praha     | Vladimír Petlák       | volejbal    |            |                    |
| 1966        | Praha     | Pavel Schenk          | volejbal    |            |                    |
| 1966        | Praha     | Antonín Mozr          | volejbal    |            |                    |
| 1966        | Praha     | Josef Smolka          | volejbal    |            |                    |
| 1966        | Praha     | Zdeněk Groessl        | volejbal    |            |                    |
| 1966        | Praha     | Jozef Labuda          | volejbal    |            |                    |
| 1966        | Praha     | Drahomír Koudelka     | volejbal    |            |                    |
| 1966        | Praha     | Josef Musil           | volejbal    |            |                    |

## Přehled vítězství podle sportů
| Sport             | Muži | Ženy | Celkem | Odkazy          |
| ----------------- | ---- | ---- | ------ | --------------- |
| Atletika          | 3    | 3    | 6      | přehled medailí |
| Badminton         | 0    | 0    | 0      | přehled medailí |
| Cyklistika        |      |      |        |                 |
| Gymnastika        | 17   | 12   | 29     | přehled medailí |
| Házená            | 1    | 0    | 1      |                 |
| Kanoistika        |      |      |        |                 |
| Klasické lyžování |      |      |        |                 |
| Krasobruslení     |      |      |        |                 |
| Lední hokej       | 6    | 0    | 6      |                 |
| Orientační běh    | 1    | 1    | 2      | přehled mistrů  |
| Parašutismus      |      |      |        |                 |
| Skoky na lyžích   |      |      |        |                 |
| Sportovní lezení  | 0    | 0    | 0      |                 |
| Sportovní rybolov |      |      |        |                 |
| Sportovní střelba |      |      |        |                 |
| Šachy             |      | 1    |        |                 |
| Šerm              | 0    | 1    | 1      |                 |
| Tenis             | 4    | 0    | 4      |                 |
| Volejbal          | 2    | 0    | 2      |                 |